# Victoria Iglesias
Victoria Iglesias Sánchez (Baracaldo, 1966) es una fotógrafa y periodista española. Su trabajo como reportera ha sido publicado en un gran número de cabeceras españolas y extranjeras. Es conocida por su faceta como retratista, pero su trabajo abarca áreas como reportaje social y viajes.

## Estudios y carrera profesional
Inició sus estudios en la facultad de Ciencias de la Información de la Universidad del País Vasco en Lejona, continuándolos en la Universidad Complutense de Madrid, donde obtuvo la licenciatura. En 1998, mientras estaba cursando 3º de periodismo, comenzó a trabajar en la recién creada revista de información general Panorama, perteneciente al Grupo Zeta.
Es en esta etapa cuando empieza a desarrollarse también como fotógrafa, trabajo que realiza de manera simultánea con sus estudios y viajes. Destacan sus primeros retratos a los maestros de la pintura y escritura y el cine, como Antonio López, Eduardo Úrculo, Gonzalo Torrente Ballester, Camilo José Cela, Francisco Umbral, y especialmente sus retratos a Camarón, una de cuyas fotos queda finalista en los Premios Ortega y Gasset de Periodismo.
A partir de 1993 empieza su etapa como freelance, colaborando con El País Semanal, el suplemento Tentaciones, XL Semanal, La Vanguardia, Blanco y Negro, Interviú, Paris Match, Vogue, Marie Claire, Cosmopolitan, Viajar, Conocer, MTV, y un largo número de medios y editoriales, así como retratos para empresas y otras organizaciones.

## Actualidad
Su trabajo profesional sigue vinculado como colaboradora al Magazine de La Vanguardia, El País Semanal y El País España, así como en medios digitales como El Asombrario, donde realiza su columna Victografías, y en la revista literaria Zenda.
Igualmente, colabora con empresas privadas y editoriales, como Grupo Planeta o Penguin Random House, para los que realizó, entre otros, la portada del libro «El francotirador paciente» de Arturo Pérez-Reverte. También ha publicado en la Editorial Blume varios trabajos, incluidas las fotografías de la biografía dedicada al cantante Joaquín Sabina.

## Obra fotográfica
Su obra incluye un gran número de retratos a destacadas personalidades del mundo de la cultura y la sociedad como: Lou Reed, José Monje Cruz, Camarón, Paco de Lucía, John F. Kennedy Jr., Gonzalo Torrente Ballester, Camilo José Cela, Francisco Umbral, Penélope Cruz,Carmen Maura, Montserrat Caballé, José Carreras, Alfredo Kraus, Viggo Mortensen,Chayanne, Carmen Martín Gaite, José Luis Sampedro, Antonio Gala, José Hierro, Fernando Trueba, José Luis Garci, Luis García Berlanga, Michael Jackson, Arturo Pérez-Reverte, Ian Gibson, y John Banville, entre otros.
Ha realizado viajes fotográficos por la India, Túnez, Sinaí, Israel, Jerusalén, Cuba, Jamaica, México, Colombia, EE.UU, Reino Unido, Escocia, Noruega y resto de Europa y España.
También ha participado en distintas exposiciones individuales y colectivas, entre las que destacan dos exposiciones individuales en Madrid y Valencia en la sala EFTI de fotografía (años 2000 y 2001 respectivamente), la exposición "La caja oscura, pinceladas píxeladas" en el Centro de Fotografía EFTI (Madrid, 2015) y “Miradas literarias” en el Hotel Westin Palace (Madrid, 2016).

## Otras exposiciones, premios y distinciones
En los inicios de su carrera fue finalista en los premios Ortega y Gasset de periodismo (1992) con su retrato a Camarón. En 1998 fue finalista en el Premio Internacional de Fotografía Luis Valtueña de Médicos del Mundo con sus imágenes sobre discapacidad. También participó en las exposiciones de Caminos de Hierro (1998), Memorial Juantxu Rodríguez y Rosa Pardo de fotografía (1999). Fue Accésit en el concurso de Aldeas Infantiles con una fotografía de Colombia (1999), Segundo Premio en el concurso nacional “El Lobo y el Madroño” (2006), finalista en el Certamen de Fotografía de La Fundación Mondariz Balneario (2006), y Mención de honor en el concurso de fotografía de retrato “Shoot the people” (2014).
Aparte de sus exposiciones “La caja oscura, pinceladas píxeladas" en el Centro de Fotografía EFTI (2015) y “Miradas literarias” en el Hotel Westin Palace (Madrid, 2016), ha participado en numerosas muestras colectivas, como en Hasselblad Austrian Super Circuit (2003), La Casa Encendida (2004), y El Museo del Calzado (2008). Otras muestras incluyen “Rosendo Mercado en unos instantes” (Segovia, 2004) y “El Placer de Leer” (Salamanca, 2008).
También ha participado en “DecorAcción”, organizado por el Barrio de las Letras en 2011 y años posteriores, en “Estudio Abierto”, organizado por Artistas del Barrio (Madrid, 2013 y 2014) y en las intervenciones de Street Art “Estación 21” organizado por Chulapa Flow (Madrid, 2014).